# 7799 Martinšolc
7799 Martinšolc eller 1996 DW1 är en asteroid i huvudbältet som upptäcktes den 24 februari 1996 av Kleť-observatoriet i Tjeckien. Den är uppkallad efter den tjeckiska astronomen Martin Šolc.
Asteroiden har en diameter på ungefär 5 kilometer.